# Società Sportiva Calcio Napoli 2015-2016
Questa voce raccoglie le informazioni riguardanti la Società Sportiva Calcio Napoli nelle competizioni ufficiali della stagione 2015-2016.

## Stagione

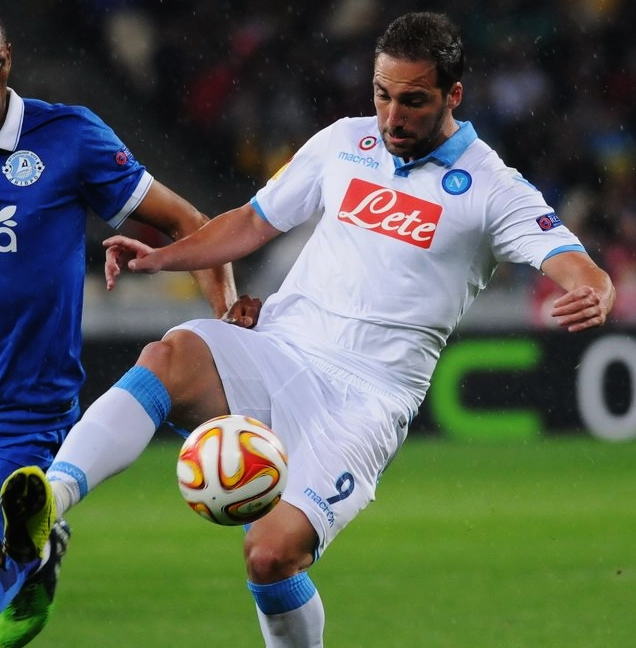
Gonzalo Higuaín, alla sua terza e ultima stagione a Napoli, diviene il migliore marcatore azzurro nella storia della Serie A

Nel giugno 2015, la società affida la propria panchina a Maurizio Sarri: il tecnico proviene dall'Empoli, che ha prima condotto alla promozione e quindi alla salvezza. Il campionato 2015-16 inizia con una sconfitta, come non accadeva dal 2009-10: il Sassuolo vince per 2-1 tra le mura amiche. Il sorteggio per la fase a gironi di Europa League inserisce la squadra nel gruppo D.
Il mese di agosto termina con la seconda giornata, che vede un 2-2 contro la Sampdoria. Il punteggio viene replicato con l'ex squadra di Sarri: la prima gara internazionale si risolve con un 5-0 ai danni del Bruges. La domenica seguente, la Lazio subisce il medesimo risultato al San Paolo. Seguono: lo 0-0 con la matricola Carpi, il 2-1 sulla Juventus, la vittoria di Varsavia in coppa e il 4-0 sul campo del Milan.
Dopo la sosta, il Napoli continua a vincere: tra campionato e coppa totalizza 7 successi, a fronte di unico pareggio. Al 2-0 di Verona fa seguito un'altra vittoria esterna, in Belgio, nella gara contro il Bruges. Il posticipo della 14ª giornata vede gli azzurri vincere per 2-1 contro l'Inter, soffiandole il primo posto in classifica La permanenza dura soltanto una settimana: nel "lunch match" del 6 dicembre, infatti, la sconfitta di Bologna per 3-2 (con doppietta di Destro, ex nerazzurro) riconferma in vetta i milanesi (vittoriosi sul Genoa la sera precedente). La prima fase di Europa League si chiude con il passaggio del girone a punteggio pieno: sono ben 22 le reti segnate, primato per questo turno della competizione.
Il pari, senza gol, con la Roma permette all'Inter di allungare ulteriormente: il Napoli elimina l'Hellas Verona in Coppa Italia, vincendo poi 3-1 a Bergamo. Le vittorie contro Torino e Frosinone portano il titolo d'inverno, con 2 punti sulla formazione di Mancini. L'ultima occasione in cui gli azzurri occupavano il primo posto a metà campionato era l'annata 1989-90, quella del 2º scudetto. Il girone di ritorno parte con il 3-1 al Sassuolo, che nel turno precedente aveva battuto l'Inter: questa ha, tuttavia, la meglio sui partenopei in Coppa Italia battendoli al San Paolo (dove non vinceva dal 1997). Gli uomini di Sarri sconfiggono in ordine la Sampdoria, l'Empoli, la Lazio e il Carpi.
Per il 25º turno, i campani sono ospiti della Juventus nell'anticipo serale: un gol di Zaza a 2' dal termine dà la vittoria ai bianconeri, che vanno così in testa grazie al 15º successo di fila. Nei sedicesimi di Europa League, il Napoli pesca il Villarreal: la partita di andata, giocata in terra iberica, finisce 1-0 per i padroni di casa. Al ritorno, gli azzurri arrivano dopo un pari contro il Milan: un altro 1-1 premia gli spagnoli, che anche nel 2010-11 avevano eliminato i campani in questo turno. Il posticipo del successivo turno di campionato, contro la Fiorentina (a sua volta estromessa dalla coppa), termina ancora in parità. Nelle restanti 9 giornate la squadra, trascinata ancora dai gol di Higuaín, ottiene 21 punti su 27 disponibili: ciò la porta a finire il campionato in seconda posizione, ottenendo la qualificazione diretta per la Champions League. L'argentino è autore di 36 realizzazioni, con le quali batte il record di marcature in una singola stagione per la A.

## Divise e sponsor
La Kappa fornisce il materiale tecnico per questa stagione. Due gli sponsor che compaiono sulle divise partenopee: al marchio Acqua Lete, giunto alla undicesima stagione da partner ufficiale degli azzurri, si affianca per il secondo anno consecutivo quello di Pasta Garofalo, limitatamente alle gare di campionato poiché nelle competizioni internazionali è consentito esibire un solo sponsor sulla maglia.
| Casa | Trasferta | Terza divisa | 1ª Portiere | 2ª Portiere |

## Organigramma societario
Dal sito ufficiale del Napoli.
Area direttiva
- Presidente: Aurelio De Laurentiis
- Vicepresidenti: Jacqueline Marie Baudit ed Edoardo De Laurentiis
- Consigliere delegato: Andrea Chiavelli

Area comunicazione
- Direttore area comunicazione: Nicola Lombardo
- Addetto stampa: Guido Baldari

Area marketing
- Head of operations, sales & marketing: Alessandro Formisano

Area organizzativa
- Direttore amministrativo: Laura Belli
- Direttore processi amministrativi e compliance: Antonio Saracino
- Segretario: Alberto Vallefuoco

Area tecnica
- Direttore sportivo: Cristiano Giuntoli
- Team manager: Giovanni Paolo De Matteis
- Allenatore: Maurizio Sarri
- Allenatore in 2ª: Francesco Calzona e Massimiliano Bongiorni
- Preparatori atletici: Francesco Sinatti e Corrado Saccone
- Preparatore dei portieri: Alessandro Nista, Massimo Nenci e Luciano Tarallo
- Analista: Simone Bonomi

Area sanitaria
- Settore sanitario: dott. Alfonso De Nicola
- Fisiatra: dott. Enrico D'Andrea
- Medico dello sport: dott. Raffaele Canonico
- Fisioterapisti: Giovanni D'Avino, Marco Romano e Fabio Sannino
- Riabilitatore: Massimo Buono
- Massaggiatore: Marco Di Lullo

## Rosa
Rosa e numerazione aggiornate al 1º febbraio 2016.
| N. |                        | Ruolo | Calciatore                       |
| -- | ---------------------- | ----- | -------------------------------- |
| 1  | Brasile (bandiera)     | P     | Rafael                           |
| 2  | Albania (bandiera)     | D     | Elseid Hysaj                     |
| 3  | Croazia (bandiera)     | D     | Ivan Strinić                     |
| 4  | Brasile (bandiera)     | D     | Henrique                         |
| 5  | Brasile (bandiera)     | C     | Allan                            |
| 6  | Italia (bandiera)      | C     | Mirko Valdifiori                 |
| 7  | Spagna (bandiera)      | A     | José María Callejón              |
| 8  | Italia (bandiera)      | C     | Jorginho                         |
| 9  | Argentina (bandiera)   | A     | Gonzalo Higuaín                  |
| 11 | Italia (bandiera)      | D     | Christian Maggio (vice capitano) |
| 14 | Belgio (bandiera)      | A     | Dries Mertens                    |
| 16 | Paesi Bassi (bandiera) | C     | Jonathan de Guzmán               |
| 17 | Slovacchia (bandiera)  | C     | Marek Hamšík (capitano)          |
| 18 | Colombia (bandiera)    | D     | Juan Camilo Zúñiga               |
| 18 | Italia (bandiera)      | D     | Vasco Regini                     |

| N. |                        | Ruolo | Calciatore         |
| -- | ---------------------- | ----- | ------------------ |
| 19 | Spagna (bandiera)      | C     | David López        |
| 20 | Italia (bandiera)      | C     | Jacopo Dezi        |
| 21 | Romania (bandiera)     | D     | Vlad Chiricheș     |
| 22 | Brasile (bandiera)     | P     | Gabriel            |
| 23 | Italia (bandiera)      | A     | Manolo Gabbiadini  |
| 24 | Italia (bandiera)      | A     | Lorenzo Insigne    |
| 25 | Spagna (bandiera)      | P     | Pepe Reina         |
| 26 | Senegal (bandiera)     | D     | Kalidou Koulibaly  |
| 31 | Algeria (bandiera)     | D     | Faouzi Ghoulam     |
| 33 | Spagna (bandiera)      | D     | Raúl Albiol        |
| 77 | Marocco (bandiera)     | C     | Omar El Kaddouri   |
| 88 | Italia (bandiera)      | C     | Alberto Grassi     |
| 94 | Inghilterra (bandiera) | C     | Nathaniel Chalobah |
| 96 | Italia (bandiera)      | D     | Sebastiano Luperto |

## Calciomercato

### Sessione estiva(dall'1/7 all'1/9)
| Acquisti         | Acquisti           | Acquisti      | Acquisti                    |
| R.               | Nome               | da            | Modalità                    |
| ---------------- | ------------------ | ------------- | --------------------------- |
| P                | Gabriel            | Milan         | prestito                    |
| P                | Pepe Reina         | Bayern Monaco | definitivo (2,5 milioni €)  |
| D                | Vlad Chiricheș     | Tottenham     | definitivo (6 milioni €)    |
| D                | Elseid Hysaj       | Empoli        | definitivo (5,5 milioni €)  |
| C                | Allan              | Udinese       | definitivo (15,4 milioni €) |
| C                | Nathaniel Chalobah | Chelsea       | prestito                    |
| C                | Jacopo Dezi        | Crotone       | risol. compartecipazione    |
| C                | Omar El Kaddouri   | Torino        | fine prestito               |
| C                | Mirko Valdifiori   | Empoli        | definitivo (5,6 milioni €)  |
| Altre operazioni |                    |               |                             |
| R.               | Nome               | da            | Modalità                    |
| P                | Luigi Sepe         | Empoli        | fine prestito               |
| D                | Emanuele Allegra   | Südtirol      | fine prestito               |
| D                | Daniele Celiento   | Pistoiese     | fine prestito               |
| D                | Ignacio Fideleff   | Ergotelīs     | fine prestito               |
| D                | Igor Łasicki       | Gubbio        | fine prestito               |
| D                | Sebastiano Luperto | Lecce         | risol. compartecipazione    |
| D                | Giuseppe Nicolao   | Alessandria   | fine prestito               |
| C                | Giuseppe Fornito   | Cosenza       | fine prestito               |
| C                | Jorginho           | Verona        | risol. compartecipazione    |
| C                | Raffaele Maiello   | Crotone       | definitivo (1,5 milioni €)  |
| C                | Giuseppe Palma     | Spyris Kaunas | fine prestito               |
| A                | Nicolao Dumitru    | GAS Veria     | fine prestito               |
| A                | Roberto Insigne    | Reggina       | fine prestito               |
| A                | Soma Novothny      | Südtirol      | fine prestito               |
| A                | Gennaro Tutino     | Gubbio        | fine prestito               |
| A                | Eduardo Vargas     | QPR           | fine prestito               |

| Cessioni         | Cessioni            | Cessioni         | Cessioni                    |
| R.               | Nome                | a                | Modalità                    |
| ---------------- | ------------------- | ---------------- | --------------------------- |
| P                | Roberto Colombo     |                  | fine contratto              |
| P                | Mariano Andújar     | Estudiantes (LP) | prestito                    |
| D                | Miguel Ángel Britos | Watford          | definitivo                  |
| D                | Giandomenico Mesto  |                  | fine contratto              |
| C                | Walter Gargano      | Monterrey        | definitivo (1,5 milioni €)  |
| C                | Gökhan Inler        | Leicester City   | definitivo (4,3 milioni €)  |
| A                | Michu               | Swansea City     | fine prestito               |
| A                | Duván Zapata        | Udinese          | prestito                    |
| Altre operazioni |                     |                  |                             |
| R.               | Nome                | a                | Modalità                    |
| P                | Nikita Contini      | SPAL             | prestito                    |
| P                | Luigi Sepe          | Fiorentina       | prestito                    |
| D                | Emanuele Allegra    | Martina          | prestito                    |
| D                | Armando Anastasio   | Padova           | prestito                    |
| D                | Daniele Celiento    | Siena            | prestito                    |
| D                | Igor Łasicki        | Maceratese       | prestito                    |
| D                | Giuseppe Nicolao    | Melfi            | prestito                    |
| D                | Marco Supino        | Pontedera        | prestito                    |
| D                | Bruno Uvini         | Twente           | prestito                    |
| C                | Giuseppe Fornito    | Rimini           | definitivo                  |
| C                | Felice Gaetano      | Torres           | prestito                    |
| C                | Raffaele Maiello    | Empoli           | prestito                    |
| C                | Giuseppe Palma      | Ischia           | prestito                    |
| C                | Luca Palmiero       | Paganese         | prestito                    |
| C                | Mario Prezioso      | Melfi            | prestito                    |
| C                | Antonio Romano      | Santarcangelo    | prestito                    |
| A                | Alfredo Bifulco     | Rimini           | prestito                    |
| A                | Nicolao Dumitru     | Latina           | prestito                    |
| A                | Roberto Insigne     | Avellino         | prestito                    |
| A                | Soma Novothny       | Diósgyőr         | prestito                    |
| A                | Gennaro Tutino      | Avellino         | prestito                    |
| A                | Eduardo Vargas      | Hoffenheim       | definitivo (5,55 milioni €) |

### Sessione invernale(dal 4/1 all'1/2)
| Acquisti         | Acquisti        | Acquisti   | Acquisti                    |
| R.               | Nome            | da         | Modalità                    |
| ---------------- | --------------- | ---------- | --------------------------- |
| D                | Vasco Regini    | Sampdoria  | prestito                    |
| C                | Alberto Grassi  | Atalanta   | definitivo (8,5 milioni €)  |
| Altre operazioni |                 |            |                             |
| R.               | Nome            | da         | Modalità                    |
| D                | Igor Łasicki    | Maceratese | risoluzione prestito        |
| C                | Felice Gaetano  | Torres     | risoluzione prestito        |
| C                | Eddy Gnahoré    | Carrarese  | definitivo (0,15 milioni €) |
| C                | Mario Prezioso  | Melfi      | risoluzione prestito        |
| C                | Josip Radošević | Rijeka     | fine prestito               |
| A                | Gennaro Tutino  | Avellino   | risoluzione prestito        |

| Cessioni         | Cessioni           | Cessioni   | Cessioni                 |
| R.               | Nome               | a          | Modalità                 |
| ---------------- | ------------------ | ---------- | ------------------------ |
| D                | Henrique           | Fluminense | definitivo (2 milioni €) |
| D                | Juan Camilo Zúñiga | Bologna    | prestito                 |
| C                | Jonathan de Guzmán | Carpi      | prestito                 |
| C                | Jacopo Dezi        | Bari       | prestito                 |
| Altre operazioni |                    |            |                          |
| R.               | Nome               | a          | Modalità                 |
| D                | Ignacio Fideleff   | Nacional   | definitivo               |
| D                | Igor Łasicki       | Rimini     | prestito                 |
| C                | Felice Gaetano     | Taranto    | prestito                 |
| C                | Eddy Gnahoré       | Carpi      | prestito                 |
| C                | Mario Prezioso     | Teramo     | prestito                 |
| C                | Josip Radošević    | Eibar      | prestito                 |
| A                | Giovanni Lombardi  | Taranto    | prestito                 |
| A                | Gennaro Tutino     | Bari       | prestito                 |

## Risultati

### Serie A

#### Girone di andata
| Arbitro: | Doveri (Roma) |

|                                 |           |           |
| Floro Flores 32’ N. Sansone 84’ | Marcatori | 3’ Hamšík |

| Arbitro: | Gervasoni (Mantova) |

|                 |           |                      |
| Higuaín 9’, 39’ | Marcatori | 58’ (rig.), 59’ Éder |

| Arbitro: | Banti (Livorno) |

|                             |           |                         |
| Saponara 3’ Pucciarelli 18’ | Marcatori | 7’ L. Insigne 50’ Allan |

| Arbitro: | Damato (Barletta) |

|                                                          |           |  |
| Higuaín 14’, 59’ Allan 35’ L. Insigne 48’ Gabbiadini 79’ | Marcatori |  |

| Modena 23 settembre 2015, ore 20:45 CEST 5ª giornata | Carpi            | 0 – 0 referto | Napoli | Stadio Alberto Braglia (9 950 spett.)\| Arbitro: \| Rocchi (Firenze) \| |
| Arbitro:                                             | Rocchi (Firenze) |               |        |                                                                         |

| Arbitro: | Orsato (Schio) |

|                            |           |            |
| L. Insigne 26’ Higuaín 62’ | Marcatori | 63’ Lemina |

| Arbitro: | Rizzoli (Bologna) |

|  |           |                                              |
|  | Marcatori | 13’ Allan 48’, 68’ L. Insigne 77’ (aut.) Ely |

| Arbitro: | Banti (Livorno) |

|                            |           |             |
| L. Insigne 46’ Higuaín 75’ | Marcatori | 73’ Kalinić |

| Arbitro: | Massa (Imperia) |

|  |           |             |
|  | Marcatori | 59’ Higuaín |

| Arbitro: | Giacomelli (Trieste) |

|                         |           |  |
| Higuaín 39’ Mertens 80’ | Marcatori |  |

| Genova 1º novembre 2015, ore 15:00 CET 11ª giornata | Genoa         | 0 – 0 referto | Napoli | Stadio Luigi Ferraris (26 292 spett.)\| Arbitro: \| Doveri (Roma) \| |
| Arbitro:                                            | Doveri (Roma) |               |        |                                                                      |

| Arbitro: | Celi (Bari) |

|             |           |  |
| Higuaín 53’ | Marcatori |  |

| Arbitro: | Damato (Barletta) |

|  |           |                            |
|  | Marcatori | 67’ L. Insigne 74’ Higuaín |

| Arbitro: | Orsato (Schio) |

|                 |           |            |
| Higuaín 2’, 62’ | Marcatori | 67’ Ljajić |

| Arbitro: | Mazzoleni (Bergamo) |

|                                |           |                  |
| Destro 14’, 60’ Rossettini 21’ | Marcatori | 87’, 90’ Higuaín |

| Napoli 13 dicembre 2015, ore 18:00 CET 16ª giornata | Napoli            | 0 – 0 referto | Roma | Stadio San Paolo (55 726 spett.)\| Arbitro: \| Rizzoli (Bologna) \| |
| Arbitro:                                            | Rizzoli (Bologna) |               |      |                                                                     |

| Arbitro: | Rocchi (Firenze) |

|           |           |                                    |
| Gómez 54’ | Marcatori | 52’ (rig.) Hamšík 62’, 85’ Higuaín |

| Arbitro: | Di Bello (Brindisi) |

|                           |           |                         |
| L. Insigne 16’ Hamšík 41’ | Marcatori | 33’ (rig.) Quagliarella |

| Arbitro: | Tagliavento (Terni) |

|              |           |                                                              |
| Sammarco 81’ | Marcatori | 20’ Albiol 30’ (rig.), 60’ Higuaín 59’ Hamšík 71’ Gabbiadini |

#### Girone di ritorno
| Arbitro: | Giacomelli (Trieste) |

|                                 |           |                      |
| Callejón 19’ Higuaín 42’, 90+3’ | Marcatori | 3’ (rig.) Falcinelli |

| Arbitro: | Orsato (Schio) |

|                     |           |                                                         |
| Correa 45’ Éder 73’ | Marcatori | 9’ Higuaín 18’ (rig.) L. Insigne 60’ Hamšík 79’ Mertens |

| Arbitro: | Massa (Imperia) |

|                                                                   |           |             |
| Higuaín 33’ L. Insigne 37’ Camporese 52’ (aut.) Callejón 83’, 88’ | Marcatori | 28’ Paredes |

| Arbitro: | Irrati (Pistoia) |

|  |           |                          |
|  | Marcatori | 24’ Higuaín 27’ Callejón |

| Arbitro: | Doveri (Roma) |

|                    |           |  |
| Higuaín 69’ (rig.) | Marcatori |  |

| Arbitro: | Orsato (Schio) |

|          |           |  |
| Zaza 88’ | Marcatori |  |

| Arbitro: | Banti (Livorno) |

|                |           |                 |
| L. Insigne 39’ | Marcatori | 44’ Bonaventura |

| Arbitro: | Tagliavento (Terni) |

|           |           |            |
| Alonso 6’ | Marcatori | 7’ Higuaín |

| Arbitro: | Di Bello (Brindisi) |

|                                       |           |              |
| Higuaín 6’ Chiricheș 38’ Callejón 70’ | Marcatori | 2’ N. Rigoni |

| Arbitro: | Rocchi (Firenze) |

|  |           |                    |
|  | Marcatori | 23’ (rig.) Higuaín |

| Arbitro: | Gervasoni (Mantova) |

|                                    |           |            |
| Higuaín 51’, 81’ El Kaddouri 90+1’ | Marcatori | 10’ Rincón |

| Arbitro: | Irrati (Pistoia) |

|                                            |           |             |
| B. Fernandes 14’ (rig.), 45+1’ Théréau 57’ | Marcatori | 24’ Higuaín |

| Arbitro: | Celi (Bari) |

|                                                  |           |  |
| Gabbiadini 33’ Insigne 45+2’ (rig.) Callejón 70’ | Marcatori |  |

| Arbitro: | Rocchi (Firenze) |

|                        |           |  |
| Icardi 4’ Brozović 44’ | Marcatori |  |

| Arbitro: | Gervasoni (Mantova) |

|                                                               |           |  |
| Gabbiadini 10’, 35’ (rig.) Mertens 58’, 80’, 88’ D. López 89’ | Marcatori |  |

| Arbitro: | Orsato (Schio) |

|                |           |  |
| Nainggolan 89’ | Marcatori |  |

| Arbitro: | Giacomelli (Trieste) |

|                  |           |             |
| Higuaín 10’, 77’ | Marcatori | 85’ Freuler |

| Arbitro: | Damato (Barletta) |

|           |           |                          |
| Peres 66’ | Marcatori | 12’ Higuaín 20’ Callejón |

| Arbitro: | Celi (Bari) |

|                                  |           |  |
| Hamšík 44’ Higuaín 52’, 62’, 71’ | Marcatori |  |

### Coppa Italia

#### Fase finale
| Arbitro: | Irrati (Pistoia) |

|                                         |           |  |
| El Kaddouri 4’ Mertens 12’ Callejón 75’ | Marcatori |  |

| Arbitro: | Valeri (Roma) |

|  |           |                          |
|  | Marcatori | 74’ Jovetić 90+2’ Ljajić |

### UEFA Europa League

#### Fase a gironi
| Arbitro: | Vad |

|                                              |           |  |
| Callejón 5’, 77’ Mertens 19’, 25’ Hamšík 53’ | Marcatori |  |

| Arbitro: | Koukoulakīs |

|  |           |                         |
|  | Marcatori | 53’ Mertens 84’ Higuaín |

| Arbitro: | Gözübüyük |

|           |           |                                                |
| Pušić 43’ | Marcatori | 19’ Callejón 31’, 40’ Gabbiadini 90+4’ Higuaín |

| Arbitro: | Bastien |

|                                                             |           |  |
| El Kaddouri 13’ Gabbiadini 23’, 38’ Maggio 54’ Callejón 77’ | Marcatori |  |

| Arbitro: | Avram |

|  |           |               |
|  | Marcatori | 41’ Chiricheș |

| Arbitro: | Stavrev |

|                                                          |           |                            |
| Chalobah 32’ Insigne 39’ Callejón 57’ Mertens 65’, 90+1’ | Marcatori | 62’ Vranješ 90+2’ Prijović |

#### Fase a eliminazione diretta
| Arbitro: | Nijhuis |

|            |           |  |
| Suárez 82’ | Marcatori |  |

| Arbitro: | Aytekin |

|            |           |          |
| Hamšík 17’ | Marcatori | 59’ Pina |

## Statistiche finali

### Statistiche di squadra
| Competizione       | Punti | In casa | In casa | In casa | In casa | In casa | In casa | In trasferta | In trasferta | In trasferta | In trasferta | In trasferta | In trasferta | Totale | Totale | Totale | Totale | Totale | Totale | DR  |
| Competizione       | Punti | G       | V       | N       | P       | Gf      | Gs      | G            | V            | N            | P            | Gf           | Gs           | G      | V      | N      | P      | Gf     | Gs     | DR  |
| ------------------ | ----- | ------- | ------- | ------- | ------- | ------- | ------- | ------------ | ------------ | ------------ | ------------ | ------------ | ------------ | ------ | ------ | ------ | ------ | ------ | ------ | --- |
| Serie A            | 82    | 19      | 16      | 3       | 0       | 49      | 12      | 19           | 9            | 4            | 6            | 31           | 20           | 38     | 25     | 7      | 6      | 80     | 32     | +48 |
| Coppa Italia       | -     | 2       | 1       | 0       | 1       | 3       | 2       | -            | -            | -            | -            | -            | -            | 2      | 1      | 0      | 1      | 3      | 2      | +1  |
| UEFA Europa League | 18    | 4       | 3       | 1       | 0       | 16      | 3       | 4            | 3            | 0            | 1            | 7            | 2            | 8      | 6      | 1      | 1      | 23     | 5      | +18 |
| Totale             | -     | 25      | 20      | 4       | 1       | 68      | 17      | 23           | 12           | 4            | 7            | 38           | 22           | 48     | 32     | 8      | 8      | 106    | 39     | +67 |

### Andamento in campionato
| Giornata  | 1  | 2  | 3  | 4  | 5  | 6  | 7 | 8 | 9 | 10 | 11 | 12 | 13 | 14 | 15 | 16 | 17 | 18 | 19 | 20 | 21 | 22 | 23 | 24 | 25 | 26 | 27 | 28 | 29 | 30 | 31 | 32 | 33 | 34 | 35 | 36 | 37 | 38 |
| --------- | -- | -- | -- | -- | -- | -- | - | - | - | -- | -- | -- | -- | -- | -- | -- | -- | -- | -- | -- | -- | -- | -- | -- | -- | -- | -- | -- | -- | -- | -- | -- | -- | -- | -- | -- | -- | -- |
| Luogo     | T  | C  | T  | C  | T  | C  | T | C | T | C  | T  | C  | T  | C  | T  | C  | T  | C  | T  | C  | T  | C  | T  | C  | T  | C  | T  | C  | T  | C  | T  | C  | T  | C  | T  | C  | T  | C  |
| Risultato | P  | N  | N  | V  | N  | V  | V | V | V | V  | N  | V  | V  | V  | P  | N  | V  | V  | V  | V  | V  | V  | V  | V  | P  | N  | N  | V  | V  | V  | P  | V  | P  | V  | P  | V  | V  | V  |
| Posizione | 14 | 14 | 14 | 11 | 12 | 10 | 6 | 4 | 2 | 2  | 4  | 4  | 2  | 1  | 3  | 2  | 2  | 2  | 1  | 1  | 1  | 1  | 1  | 1  | 2  | 2  | 2  | 2  | 2  | 2  | 2  | 2  | 2  | 2  | 2  | 2  | 2  | 2  |

Fonte:  Serie A – Classifiche, su sport.sky.it, Sky Sport. URL consultato il 28 luglio 2015 (archiviato dall'url originale l'11 settembre 2014).
Legenda:

Luogo: C = Casa; T = Trasferta. Risultato: V = Vittoria; N = Pareggio; P = Sconfitta.

### Statistiche dei giocatori
In corsivo i giocatori ceduti a stagione in corso.
| Giocatore      | Serie A  | Serie A | Serie A     | Serie A    | Coppa Italia | Coppa Italia | Coppa Italia | Coppa Italia | Europa League | Europa League | Europa League | Europa League | Totale   | Totale | Totale      | Totale     |
| Giocatore      | Presenze | Reti    | Ammonizioni | Espulsioni | Presenze     | Reti         | Ammonizioni  | Espulsioni   | Presenze      | Reti          | Ammonizioni   | Espulsioni    | Presenze | Reti   | Ammonizioni | Espulsioni |
| -------------- | -------- | ------- | ----------- | ---------- | ------------ | ------------ | ------------ | ------------ | ------------- | ------------- | ------------- | ------------- | -------- | ------ | ----------- | ---------- |
| R. Albiol      | 36       | 1       | 10          | 0          | -            | -            | -            | -            | 3             | 0             | 0             | 0             | 39       | 1      | 10          | 0          |
| Allan          | 35       | 3       | 5           | 0          | 2            | 0            | 0            | 0            | 6             | 0             | 0             | 0             | 43       | 3      | 5           | 0          |
| J. M. Callejón | 38       | 7       | 4           | 0          | 2            | 1            | 0            | 0            | 7             | 5             | 1             | 0             | 47       | 13     | 5           | 0          |
| N. Chalobah    | 5        | 0       | 0           | 0          | 1            | 0            | 0            | 0            | 3             | 1             | 1             | 0             | 9        | 1      | 1           | 0          |
| V. Chiricheș   | 8        | 1       | 2           | 0          | 2            | 0            | 0            | 0            | 7             | 1             | 0             | 0             | 17       | 2      | 2           | 0          |
| J. de Guzmán   | -        | -       | -           | -          | -            | -            | -            | -            | -             | -             | -             | -             | -        | -      | -           | -          |
| J. Dezi        | -        | -       | -           | -          | -            | -            | -            | -            | -             | -             | -             | -             | -        | -      | -           | -          |
| O. El Kaddouri | 20       | 1       | 2           | 0          | 1            | 1            | 0            | 0            | 5             | 1             | 0             | 0             | 26       | 3      | 2           | 0          |
| M. Gabbiadini  | 23       | 5       | 1           | 0          | 1            | 0            | 0            | 0            | 6             | 4             | 0             | 0             | 30       | 9      | 1           | 0          |
| F. Ghoulam     | 34       | 0       | 3           | 0          | -            | -            | -            | -            | 4             | 0             | 0             | 0             | 38       | 0      | 3           | 0          |
| Gabriel        | 1        | -3      | 0           | 0          | -            | -            | -            | -            | 3             | -2            | 0             | 0             | 4        | -5     | 0           | 0          |
| A. Grassi      | -        | -       | -           | -          | -            | -            | -            | -            | -             | -             | -             | -             | -        | -      | -           | -          |
| M. Hamšík      | 38       | 6       | 0           | 0          | 2            | 0            | 0            | 0            | 6             | 2             | 1             | 0             | 46       | 8      | 1           | 0          |
| Henrique       | -        | -       | -           | -          | -            | -            | -            | -            | -             | -             | -             | -             | -        | -      | -           | -          |
| G. Higuaín     | 35       | 36      | 1           | 1          | 2            | 0            | 1            | 0            | 5             | 2             | 0             | 0             | 42       | 38     | 2           | 1          |
| E. Hysaj       | 37       | 0       | 5           | 0          | 1            | 0            | 0            | 0            | 5             | 0             | 0             | 0             | 43       | 0      | 5           | 0          |
| L. Insigne     | 37       | 12      | 2           | 0          | -            | -            | -            | -            | 5             | 1             | 1             | 0             | 42       | 13     | 3           | 0          |
| Jorginho       | 35       | 0       | 10          | 1          | 1            | 0            | 0            | 0            | 2             | 0             | 1             | 0             | 38       | 0      | 11          | 1          |
| K. Koulibaly   | 33       | 0       | 11          | 0          | 2            | 0            | 0            | 0            | 7             | 0             | 1             | 0             | 42       | 0      | 12          | 0          |
| D. López       | 25       | 1       | 2           | 0          | 2            | 0            | 0            | 0            | 8             | 0             | 3             | 0             | 35       | 1      | 5           | 0          |
| S. Luperto     | -        | -       | -           | -          | -            | -            | -            | -            | 1             | 0             | 0             | 0             | 1        | 0      | 0           | 0          |
| C. Maggio      | 8        | 0       | 0           | 0          | 1            | 0            | 0            | 0            | 6             | 1             | 1             | 0             | 15       | 1      | 1           | 0          |
| D. Mertens     | 33       | 5       | 7           | 0          | 2            | 1            | 0            | 1            | 5             | 5             | 0             | 0             | 40       | 11     | 7           | 1          |
| Rafael         | -        | -       | -           | -          | -            | -            | -            | -            | -             | -             | -             | -             | -        | -      | -           | -          |
| V. Regini      | 1        | 0       | 0           | 0          | -            | -            | -            | -            | -             | -             | -             | -             | 1        | 0      | 0           | 0          |
| J. M. Reina    | 37       | -29     | 1           | 0          | 2            | -2           | 0            | 0            | 5             | -3            | 0             | 0             | 44       | -34    | 1           | 0          |
| I. Strinić     | 5        | 0       | 0           | 0          | 2            | 0            | 0            | 0            | 6             | 0             | 1             | 0             | 13       | 0      | 1           | 0          |
| M. Valdifiori  | 6        | 0       | 3           | 0          | 2            | 0            | 1            | 0            | 7             | 0             | 1             | 0             | 15       | 0      | 5           | 0          |
| J. C. Zúñiga   | -        | -       | -           | -          | -            | -            | -            | -            | -             | -             | -             | -             | -        | -      | -           | -          |